# Nil-Orden

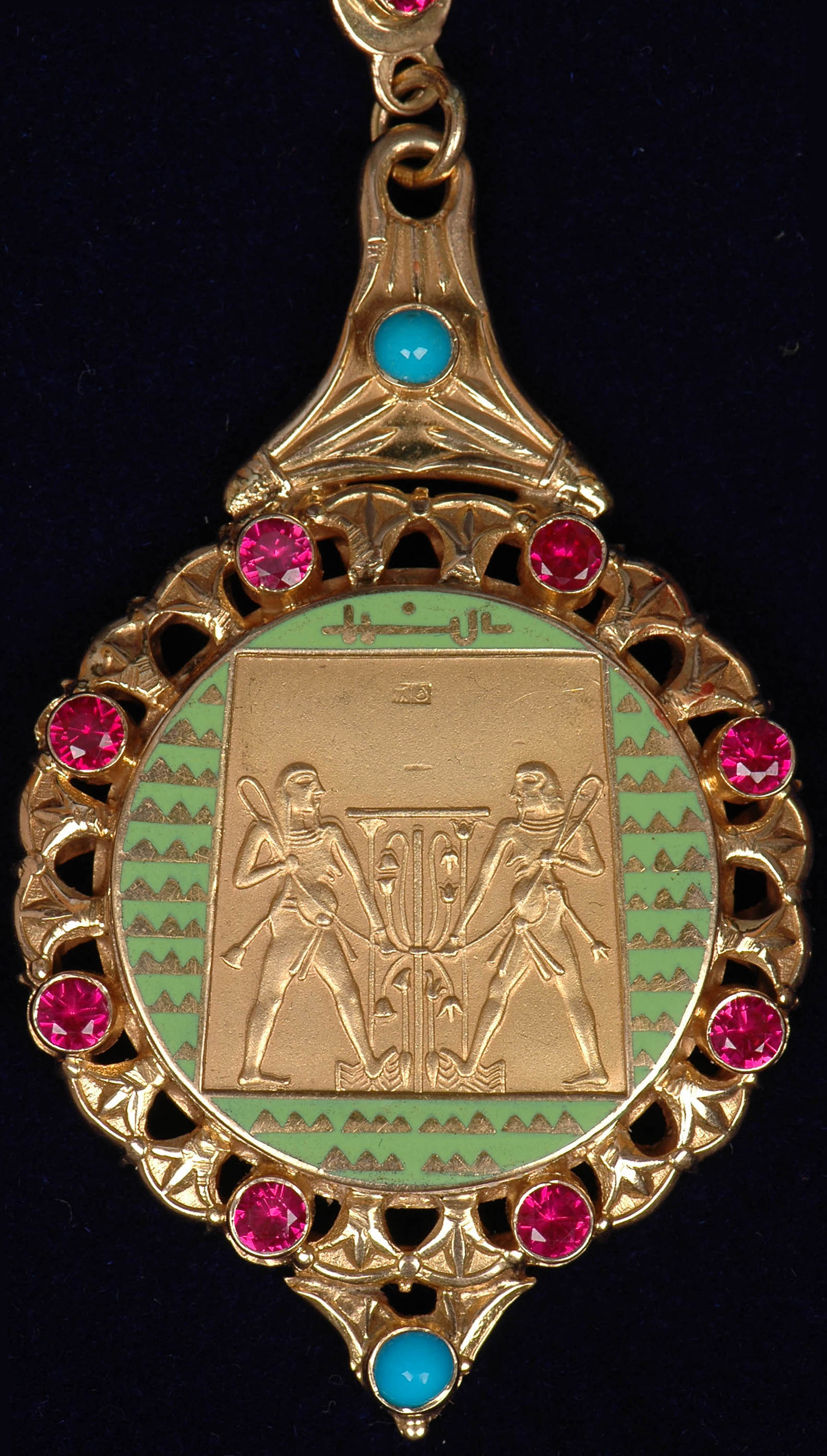
Nil-Orden

Der Nil-Orden, arabisch قلادة النيل العظمى, DMG qilādat an-nīl al-ʿuẓmā ‚Große Nil-Collane‘, ist der höchste Verdienstorden in Ägypten und wird für außerordentliche Dienste an der Nation verliehen.

## Geschichte
Er wurde 1915 durch Sultan Hussein Kamil eingeführt. Sein Name bezieht sich auf den Nil, der für Ägypten von entscheidender wirtschaftlicher Bedeutung ist. Der Orden zeigt eine Allegorie der Nilquelle und ist von acht Rubinen und zwei Türkisen umgeben. Das Band ist azurblau mit zwei gelben vertikalen Linien an jeder Seite.
Nach dem Militärputsch von 1952 wurde der Orden beibehalten, es fanden lediglich Änderungen in den Statuten statt.

## Ordensklassen

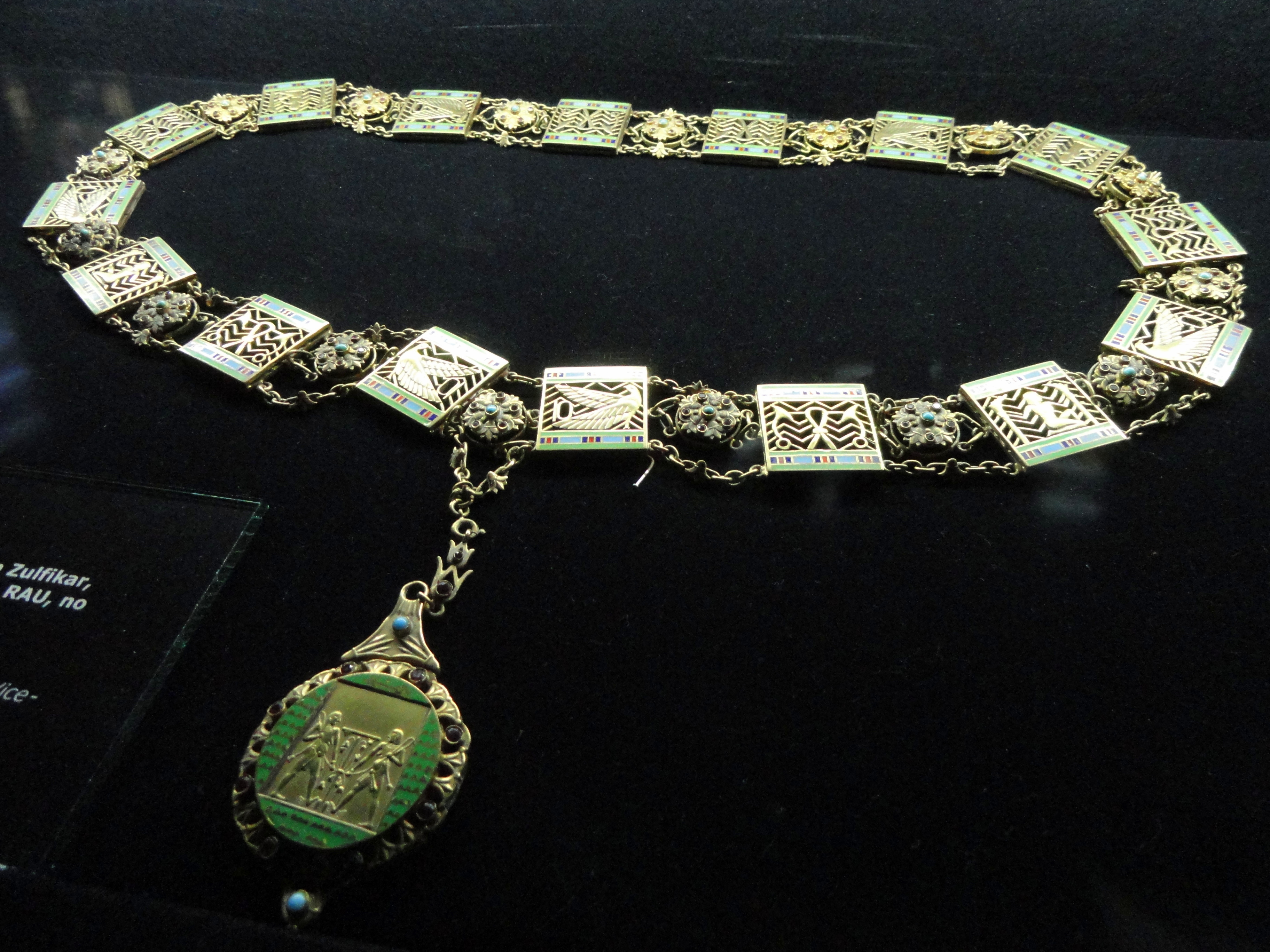
Collane

Der Orden bestand ursprünglich aus fünf Ordensklassen:
- Großkreuz
- Großoffizier
- Komtur
- Offizier
- Ritter

Seit 1972 wird der Orden nur noch als Collane verliehen, überwiegend an Staatsoberhäupter.

## Berühmte Träger des Ordens
- Sadruddin Aga Khan
- Akihito
- Isa bin Salman Al Chalifa
- Amha Selassie I.
- Mohammed el-Baradei
- José Belard da Fonseca
- William Birdwood, 1. Baron Birdwood
- Birendra
- Donald Charles Cameron
- Harry Chauvel
- Philip Walhouse Chetwode, 1. Baron Chetwode
- Nikita Chruschtschow
- António Ramalho Eanes
- Elisabeth II., Königin von Großbritannien
- Juri Alexejewitsch Gagarin
- Amedeo Guillet
- Haile Selassie
- Hussein I., König von Jordanien
- Idris I., König von Libyen
- Émile Lahoud
- Makarios III. (Zypern)
- Nelson Mandela
- Margrethe II., Königin von Dänemark
- Frederik X., König von Dänemark
- Carlos Menem
- Mohammed V. (Marokko)
- Mohammed VI. (Marokko)
- Alex Möller
- Louis Mountbatten, 1. Earl Mountbatten of Burma
- Husni Mubarak
- Muhammad Nagib
- Nursultan Nasarbajew
- Gamal Abdel Nasser
- Andrijan Grigorjewitsch Nikolajew
- Mohammad Reza Pahlavi
- Qabus ibn Said
- Heinrich Rau
- Dschabir al-Ahmad al-Dschabir as-Sabah
- Anwar as-Sadat
- William E. Simon
- Mário Soares
- Suharto
- Mohammed Hussein Tantawi
- Walentina Wladimirowna Tereschkowa
- Walter Ulbricht
- Hoyt S. Vandenberg
- Georges Vassiliou
- Archibald Wavell, 1. Earl Wavell
- Reginald Wingate
- Ahmed Zewail